# Caipira

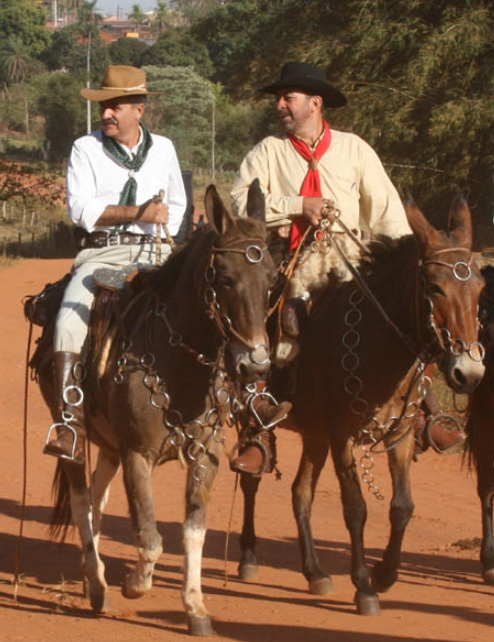
Kaipiras aus São Paulo in einer ihrer typischen Trachten

Caipira ist eine brasilianische Bezeichnung für einen Einwohner vor allem landwirtschaftlich geprägter Gegenden im Landesinneren Brasiliens, insbesondere der ländlichen Gebiete des brasilianischen Südostens und Mittelwestens und des Bundesstaates Paraná.

## Etymologie
Es wird allgemein angenommen, dass der Begriff „kaipira“ aus der Tupi-Sprache stammt, wobei es mehrere etymologische Erklärungen gibt. Die Haupttheorie besagt, dass der Begriff von ka'apir oder kaa-pira stammt, was „Buschschneider“ bedeutet. Er wurde zunächst von den Guaianás, einem indigenen Volk, das die Region des Médio Tietê bewohnte, verwendet, um die Bandeirantes zu bezeichnen, die alten Pioniere, die aus São Paulo aufbrachen, um das Hinterland auf der Suche nach Edelmetallen zu erkunden. Unter den ersten Caipiras gab es viele Nachkommen von Sephardim, Juden, die aufgrund der Inquisition im 15. Jahrhundert aus Spanien und Portugal eingewandert waren, und sie stellten ein Volk mit einer bedeutenden Präsenz in São Paulo zwischen dem 16. und 17. Jahrhundert dar, das zu den wichtigsten ethnischen Formationen gehörte.
Während der Kolonialzeit war ihre Hauptkommunikationsform die "Língua geral paulista" (Paulista Tupi-Sprache) die durch andere Regionen mittels der Bandeiras verbreitet wurde; heute sprechen sie einen eigenen Dialekt auf portugiesischer Basis, in dem einige Elemente der Paulista Tupi-Sprache und der galicisch-portugiesischen Sprache erhalten geblieben sind.

## Verwendung
Der Begriff ist hauptsächlich in den Bundesstaaten São Paulo, Goiás, Minas Gerais, Mato Grosso, Mato Grosso do Sul und Paraná verbreitet und historisch mit der Besiedlung der Bergregionen von Rio Grande do Sul und Santa Catarina verbunden, wo ihre Nachfahren als Birivas bezeichnet wurden.
Ohne negative Wertung wird der Ausdruck bei der Beschreibung ländlicher Kultur (= cultura caipira) benutzt. Caipira wird aber auch herabwertend verwendet und bezeichnet dann eine einfache, ungebildete Person. In diesem Fall entspricht Caipira ungefähr der Bedeutung Hinterwäldler. Seit den 1980er/90er Jahren ist der Begriff Caipira immer mehr auch als mit Stolz verwendete Eigenbezeichnung der ländlichen Bevölkerung aufgekommen.
Die Gebiete, in denen die Caipira Kultur eingeführt wurde, sind informell zu einer einzigen Region zusammengefasst, die als Paulistânia bekannt ist, ein kulturelles und geografisches Konzept, das ab dem 20. Jahrhundert zunehmend an Bedeutung gewann.